# Заріччя (кол. Воютицька сільська рада)
Заріччя — село в Бісковицькій сільській громаді Самбірського району Львівської області України. Населення — 261 особа.
Уродженцем села є Попіль Іван Ігорович — молодший сержант Міністерства внутрішніх справ України, загинув в часі боїв за Дебальцеве.